# Nejc Toporiš
Nejc Toporiš (ur. 24 września 2000) – słoweński skoczek narciarski, reprezentant klubu SK Triglav Kranj. Medalista mistrzostw kraju.

## Przebieg kariery
W lutym 2016 zadebiutował w Alpen Cupie, zajmując 57. i 60. miejsce w Planicy. Rok później zdobył pierwsze punkty tego cyklu, za zajęcie 21. lokaty w Kranju. 21 stycznia 2018 po raz pierwszy wystartował w FIS Cupie, plasując się na 33. pozycji zawodów w Planicy. 20 lutego 2021 zdobył pierwsze w karierze punkty FIS Cupu, konkurs w Villach kończąc na 28. pozycji. W grudniu 2024 zadebiutował w Pucharze Kontynentalnym, zajmując 32. i 42. miejsce w Engelbergu.
Jest medalistą mistrzostw Słowenii – w grudniu 2023 zdobył brązowy medal w rywalizacji drużynowej.
Swój rekord życiowy, wynoszący 211,0 m, osiągnął 29 marca 2023 podczas treningu przedskoczków na Letalnicy w Planicy.

## Puchar Kontynentalny

### Miejsca w klasyfikacji generalnej
| Sezon     | Miejsce |
| --------- | ------- |
| 2024/2025 | 77.     |

### Miejsca w poszczególnych konkursachPucharu Kontynentalnego
stan po zakończeniu sezonu 2024/2025
| Źródło                                                                        | Źródło            | Źródło     | Źródło     | Źródło          | Źródło          | Źródło              | Źródło              | Źródło        | Źródło        | Źródło        | Źródło            | Źródło            | Źródło      | Źródło      | Źródło              | Źródło              | Źródło              | Źródło              | Źródło      | Źródło      | Źródło         | Źródło         | Źródło | Źródło | Źródło | Źródło | Źródło | Źródło | Źródło | Źródło | Źródło | Źródło | Źródło | Źródło | Źródło | Źródło | Źródło | Źródło | Źródło | Źródło | Źródło | Źródło | Źródło | Źródło | Źródło | Źródło | Źródło | Źródło | Źródło | Źródło | Źródło | Źródło | Źródło | Źródło | Źródło | Źródło | Źródło | Źródło | Źródło |
| ----------------------------------------------------------------------------- | ----------------- | ---------- | ---------- | --------------- | --------------- | ------------------- | ------------------- | ------------- | ------------- | ------------- | ----------------- | ----------------- | ----------- | ----------- | ------------------- | ------------------- | ------------------- | ------------------- | ----------- | ----------- | -------------- | -------------- | ------ | ------ | ------ | ------ | ------ | ------ | ------ | ------ | ------ | ------ | ------ | ------ | ------ | ------ | ------ | ------ | ------ | ------ | ------ | ------ | ------ | ------ | ------ | ------ | ------ | ------ | ------ | ------ | ------ | ------ | ------ | ------ | ------ | ------ | ------ | ------ | ------ |
| Sezon 2024/2025                                                               |                   |            |            |                 |                 |                     |                     |               |               |               |                   |                   |             |             |                     |                     |                     |                     |             |             |                |                |        |        |        |        |        |        |        |        |        |        |        |        |        |        |        |        |        |        |        |        |        |        |        |        |        |        |        |        |        |        |        |        |        |        |        |        |        |
| Zhangjiakou HS106                                                             | Zhangjiakou HS106 | Ruka HS142 | Ruka HS142 | Engelberg HS140 | Engelberg HS140 | Bischofshofen HS142 | Bischofshofen HS142 | Sapporo HS137 | Sapporo HS137 | Sapporo HS137 | Lillehammer HS140 | Lillehammer HS140 | Kranj HS109 | Kranj HS109 | Iron Mountain HS133 | Iron Mountain HS133 | Iron Mountain HS133 | Iron Mountain HS133 | Lahti HS130 | Lahti HS130 | Zakopane HS140 | Zakopane HS140 | punkty | punkty | punkty | punkty | punkty | punkty | punkty | punkty | punkty | punkty | punkty | punkty | punkty | punkty | punkty | punkty | punkty | punkty | punkty |        |        |        |        |        |        |        |        |        |        |        |        |        |        |        |        |        |        |
| -                                                                             | -                 | -          | -          | 32              | 42              | 43                  | 50                  | dq            | 24            | 25            | -                 | -                 | 33          | 27          | -                   | -                   | -                   | -                   | -           | -           | -              | -              | 17     | 17     | 17     | 17     | 17     | 17     | 17     | 17     | 17     | 17     | 17     | 17     | 17     | 17     | 17     | 17     | 17     | 17     | 17     |        |        |        |        |        |        |        |        |        |        |        |        |        |        |        |        |        |        |
| Legenda                                                                       |                   |            |            |                 |                 |                     |                     |               |               |               |                   |                   |             |             |                     |                     |                     |                     |             |             |                |                |        |        |        |        |        |        |        |        |        |        |        |        |        |        |        |        |        |        |        |        |        |        |        |        |        |        |        |        |        |        |        |        |        |        |        |        |        |
| 1 2 3 4-10 11-30 poniżej 30 dq – dyskwalifikacja - – zawodnik nie wystartował |                   |            |            |                 |                 |                     |                     |               |               |               |                   |                   |             |             |                     |                     |                     |                     |             |             |                |                |        |        |        |        |        |        |        |        |        |        |        |        |        |        |        |        |        |        |        |        |        |        |        |        |        |        |        |        |        |        |        |        |        |        |        |        |        |

## FIS Cup

### Miejsca w klasyfikacji generalnej
| Sezon     | Miejsce |
| --------- | ------- |
| 2020/2021 | 127.    |
| 2022/2023 | 58.     |
| 2023/2024 | 119.    |
| 2024/2025 | 106.    |

### Miejsca w poszczególnych konkursachFIS Cupu
stan po zakończeniu sezonu 2024/2025
| Źródło                                                                        | Źródło             | Źródło           | Źródło           | Źródło           | Źródło           | Źródło         | Źródło         | Źródło           | Źródło           | Źródło           | Źródło           | Źródło         | Źródło         | Źródło         | Źródło           | Źródło         | Źródło         | Źródło         | Źródło         | Źródło        | Źródło        | Źródło         | Źródło         | Źródło        | Źródło        | Źródło         | Źródło         | Źródło | Źródło | Źródło | Źródło | Źródło | Źródło | Źródło | Źródło | Źródło | Źródło | Źródło | Źródło |
| ----------------------------------------------------------------------------- | ------------------ | ---------------- | ---------------- | ---------------- | ---------------- | -------------- | -------------- | ---------------- | ---------------- | ---------------- | ---------------- | -------------- | -------------- | -------------- | ---------------- | -------------- | -------------- | -------------- | -------------- | ------------- | ------------- | -------------- | -------------- | ------------- | ------------- | -------------- | -------------- | ------ | ------ | ------ | ------ | ------ | ------ | ------ | ------ | ------ | ------ | ------ | ------ |
| Sezon 2017/2018                                                               |                    |                  |                  |                  |                  |                |                |                  |                  |                  |                  |                |                |                |                  |                |                |                |                |               |               |                |                |               |               |                |                |        |        |        |        |        |        |        |        |        |        |        |        |
| Villach HS98                                                                  | Villach HS98       | Kuopio HS127     | Kuopio HS127     | Kandersteg HS106 | Kandersteg HS106 | Râșnov HS100   | Râșnov HS100   | Whistler HS104   | Whistler HS104   | Notodden HS100   | Notodden HS100   | Zakopane HS140 | Zakopane HS140 | Planica HS102  | Planica HS102    | Rastbüchl HS78 | Rastbüchl HS78 | Villach HS98   | Villach HS98   | Falun HS100   | punkty        | punkty         | punkty         | punkty        | punkty        | punkty         | punkty         | punkty | punkty | punkty | punkty | punkty | punkty | punkty | punkty | punkty | punkty | punkty | punkty |
| -                                                                             | -                  | -                | -                | -                | -                | -              | -              | -                | -                | -                | -                | -              | -              | -              | 33               | -              | -              | -              | -              | -             | 0             | 0              | 0              | 0             | 0             | 0              | 0              | 0      | 0      | 0      | 0      | 0      | 0      | 0      | 0      | 0      | 0      | 0      | 0      |
| Sezon 2018/2019                                                               |                    |                  |                  |                  |                  |                |                |                  |                  |                  |                  |                |                |                |                  |                |                |                |                |               |               |                |                |               |               |                |                |        |        |        |        |        |        |        |        |        |        |        |        |
| Villach HS98                                                                  | Villach HS98       | Szczyrk HS106    | Szczyrk HS106    | Râșnov HS97      | Râșnov HS97      | Notodden HS100 | Notodden HS100 | Park City HS100  | Park City HS100  | Zakopane HS140   | Zakopane HS140   | Planica HS102  | Planica HS102  | Rastbüchl HS78 | Rastbüchl HS78   | Villach HS98   | Villach HS98   | punkty         | punkty         | punkty        | punkty        | punkty         | punkty         | punkty        | punkty        | punkty         | punkty         | punkty | punkty | punkty | punkty | punkty | punkty | punkty | punkty | punkty |        |        |        |
| -                                                                             | 42                 | -                | -                | -                | -                | -              | -              | -                | -                | -                | -                | 43             | 57             | 43             | 31               | -              | -              | 0              | 0              | 0             | 0             | 0              | 0              | 0             | 0             | 0              | 0              | 0      | 0      | 0      | 0      | 0      | 0      | 0      | 0      | 0      |        |        |        |
| Sezon 2020/2021                                                               |                    |                  |                  |                  |                  |                |                |                  |                  |                  |                  |                |                |                |                  |                |                |                |                |               |               |                |                |               |               |                |                |        |        |        |        |        |        |        |        |        |        |        |        |
| Râșnov HS97                                                                   | Râșnov HS97        | Kandersteg HS106 | Kandersteg HS106 | Zakopane HS140   | Zakopane HS140   | Szczyrk HS104  | Szczyrk HS104  | Lahti HS100      | Lahti HS100      | Villach HS98     | Villach HS98     | Oberhof HS100  | Oberhof HS100  | punkty         | punkty           | punkty         | punkty         | punkty         | punkty         | punkty        | punkty        | punkty         | punkty         | punkty        | punkty        | punkty         | punkty         | punkty | punkty | punkty | punkty | punkty |        |        |        |        |        |        |        |
| -                                                                             | -                  | -                | -                | -                | -                | 39             | 38             | -                | -                | 28               | 34               | -              | -              | 3              | 3                | 3              | 3              | 3              | 3              | 3             | 3             | 3              | 3              | 3             | 3             | 3              | 3              | 3      | 3      | 3      | 3      | 3      |        |        |        |        |        |        |        |
| Sezon 2022/2023                                                               |                    |                  |                  |                  |                  |                |                |                  |                  |                  |                  |                |                |                |                  |                |                |                |                |               |               |                |                |               |               |                |                |        |        |        |        |        |        |        |        |        |        |        |        |
| Frenštát HS106                                                                | Frenštát HS106     | Szczyrk HS104    | Szczyrk HS104    | Einsiedeln HS117 | Einsiedeln HS117 | Kranj HS109    | Kranj HS109    | Villach HS98     | Villach HS98     | Notodden HS98    | Notodden HS98    | Szczyrk HS104  | Szczyrk HS104  | Villach HS98   | Villach HS98     | Oberhof HS100  | Oberhof HS100  | Zakopane HS140 | Zakopane HS140 | punkty        | punkty        | punkty         | punkty         | punkty        | punkty        | punkty         | punkty         | punkty | punkty | punkty | punkty | punkty | punkty | punkty | punkty | punkty | punkty | punkty |        |
| -                                                                             | -                  | -                | -                | -                | -                | -              | -              | -                | -                | -                | -                | -              | -              | 15             | 21               | -              | -              | 11             | 20             | 61            | 61            | 61             | 61             | 61            | 61            | 61             | 61             | 61     | 61     | 61     | 61     | 61     | 61     | 61     | 61     | 61     | 61     | 61     |        |
| Sezon 2023/2024                                                               |                    |                  |                  |                  |                  |                |                |                  |                  |                  |                  |                |                |                |                  |                |                |                |                |               |               |                |                |               |               |                |                |        |        |        |        |        |        |        |        |        |        |        |        |
| Szczyrk HS104                                                                 | Szczyrk HS104      | Einsiedeln HS117 | Einsiedeln HS117 | Villach HS98     | Villach HS98     | Râșnov HS97    | Râșnov HS97    | Kandersteg HS106 | Kandersteg HS106 | Notodden HS98    | Notodden HS98    | Falun HS100    | Falun HS100    | Szczyrk HS104  | Szczyrk HS104    | Oberhof HS100  | Oberhof HS100  | Zakopane HS140 | Zakopane HS140 | punkty        | punkty        | punkty         | punkty         | punkty        | punkty        | punkty         | punkty         | punkty | punkty | punkty | punkty | punkty | punkty | punkty | punkty | punkty | punkty | punkty |        |
| -                                                                             | -                  | -                | -                | -                | -                | -              | -              | -                | -                | -                | -                | -              | -              | -              | -                | 26             | 24             | -              | -              | 12            | 12            | 12             | 12             | 12            | 12            | 12             | 12             | 12     | 12     | 12     | 12     | 12     | 12     | 12     | 12     | 12     | 12     | 12     |        |
| Sezon 2024/2025                                                               |                    |                  |                  |                  |                  |                |                |                  |                  |                  |                  |                |                |                |                  |                |                |                |                |               |               |                |                |               |               |                |                |        |        |        |        |        |        |        |        |        |        |        |        |
| Hinterzarten HS109                                                            | Hinterzarten HS109 | Frenštát HS106   | Frenštát HS106   | Szczyrk HS104    | Szczyrk HS104    | Kranj HS109    | Kranj HS109    | Villach HS98     | Villach HS98     | Einsiedeln HS117 | Einsiedeln HS117 | Otepää HS97    | Otepää HS97    | Otepää HS97    | Kandersteg HS106 | Notodden HS98  | Notodden HS98  | Falun HS100    | Falun HS100    | Szczyrk HS104 | Szczyrk HS104 | Eisenerz HS109 | Eisenerz HS109 | Oberhof HS100 | Oberhof HS100 | Zakopane HS140 | Zakopane HS140 | punkty |        |        |        |        |        |        |        |        |        |        |        |
| -                                                                             | -                  | -                | -                | -                | -                | 31             | 18             | 19               | -                | -                | -                | -              | -              | -              | -                | -              | -              | -              | -              | -             | -             | -              | -              | 38            | 26            | 44             | 44             | 30     |        |        |        |        |        |        |        |        |        |        |        |
| Legenda                                                                       |                    |                  |                  |                  |                  |                |                |                  |                  |                  |                  |                |                |                |                  |                |                |                |                |               |               |                |                |               |               |                |                |        |        |        |        |        |        |        |        |        |        |        |        |
| 1 2 3 4-10 11-30 poniżej 30 dq – dyskwalifikacja - − zawodnik nie wystartował |                    |                  |                  |                  |                  |                |                |                  |                  |                  |                  |                |                |                |                  |                |                |                |                |               |               |                |                |               |               |                |                |        |        |        |        |        |        |        |        |        |        |        |        |